# Poljanska dolina (Dolenjska)
Poljanska dolina je 8 km dolga in 4 km široka dolina v bližini reke Kolpe, med Belo krajino in Kočevskim rogom. Upravno je razdeljena med dve občini, vzhodni in južni del sodita k občini Črnomelj, severovzhodni pa h kočevski občini. Zanjo je značilna tudi odročnost in nerazvitost, čeprav sta dve industrijski podjetji sliko nekoliko popravili.
Kulturno je povezana z Belo krajino, saj ima skupno preteklost, podobne šege, navade in govorico. V dolini so tudi številni steljniki. Dolina predstavlja nadaljevanje suhih podolij z Roga, morda celo s Kočevskega polja. Nastala je kot posledica razvoja širšega kočevskega reliefa ter lokalnih geoloških in hidrografskih razmer. 
Podnebje je tu milejše kot v sosednji kolpski dolini. Po pobočjih nad Kolpo so nekdaj prevladovali vinogradi. Očiten je vpliv subpanonskega podnebja, predvsem je značilna topla jesen. Bližina Jadranskega morja se čuti v padavinskem režimu z močnimi jesenskimi padavinami. Letno dobijo ti kraji okoli 1400 mm padavin.